# Worms: Jazz and Joy
Worms: Jazz and Joy, auch Worms: Jazz & Joy oder nur Jazz & Joy ist Musikfestival in Worms, das jährlich an drei Tagen zwischen Juni und August veranstaltet wird. Der Fokus liegt auf den Musikrichtungen Rock, Pop, Soul, Funk, Blues, Swing, Weltmusik und Jazz.
Es wurde 1991 als Rheinland-Pfalz swingt – Worms gegründet, 1992 in Worms jazzt umbenannt und 1999 als Worms: Jazz & More durchgeführt, bis es im Jahr 2000 erstmals unter dem aktuellen Namen stattfand. Träger ist die Kultur und Veranstaltungs GmbH Worms unter der Leitung von Markus Reis, die künstlerische Leitung obliegt David Maier.
2019 wurde das Festival von knapp 20.000 Menschen besucht.